# Regionalwahl in Latium 2005
Die Regionalwahl in Latium 2005 fand am 3. und 4. April statt; der Regionalrat und der Präsident der Region Latium wurden gleichzeitig gewählt.

## Wahlergebnis
| Kandidaten                                                | Kandidaten            | Stimmen   | %    | Listen              | Stimmen   | %    | Mandate |
| --------------------------------------------------------- | --------------------- | --------- | ---- | ------------------- | --------- | ---- | ------- |
|                                                           | Piero Marrazzogewählt | 1.631.501 | 50,7 | Uniti nell'Ulivo    | 748.756   | 27,0 | 16      |
| Lista Civica Marrazzo                                     | Piero Marrazzogewählt | 1.631.501 | 50,7 | 186.740             | 6,7       | 4    |         |
| Partito della Rifondazione Comunista                      | Piero Marrazzogewählt | 1.631.501 | 50,7 | 162.775             | 5,9       | 3    |         |
| Federazione dei Verdi                                     | Piero Marrazzogewählt | 1.631.501 | 50,7 | 73.045              | 2,6       | 2    |         |
| Partito dei Comunisti Italiani                            | Piero Marrazzogewählt | 1.631.501 | 50,7 | 64.676              | 2,3       | 1    |         |
| Popolari UDEUR                                            | Piero Marrazzogewählt | 1.631.501 | 50,7 | 46.243              | 1,7       | 1    |         |
| Italia dei Valori                                         | Piero Marrazzogewählt | 1.631.501 | 50,7 | 28.600              | 1,0       | 1    |         |
| Consumatori Uniti                                         | Piero Marrazzogewählt | 1.631.501 | 50,7 | 18.163              | 0,7       | –    |         |
| Forza Roma                                                | Piero Marrazzogewählt | 1.631.501 | 50,7 | 10.336              | 0,4       | –    |         |
| Avanti Lazio                                              | Piero Marrazzogewählt | 1.631.501 | 50,7 | 3.285               | 0,1       | –    |         |
| Mandate der Listengruppe                                  | Piero Marrazzogewählt | 1.631.501 | 50,7 | –                   | –         | 14   |         |
| ↳ Gesamt                                                  | Piero Marrazzogewählt | 1.631.501 | 50,7 | 1.342.619           | 48,5      | 42   |         |
|                                                           | Francesco Storace     | 1.524.712 | 47,4 | Alleanza Nazionale  | 468.679   | 16,9 | 10      |
| Forza Italia                                              | Francesco Storace     | 1.524.712 | 47,4 | 425.128             | 15,4      | 9    |         |
| Unione dei Democratici Cristiani e di Centro              | Francesco Storace     | 1.524.712 | 47,4 | 217.390             | 7,9       | 4    |         |
| Lista Storace                                             | Francesco Storace     | 1.524.712 | 47,4 | 195.356             | 7,1       | 4    |         |
| Nuovo PSI                                                 | Francesco Storace     | 1.524.712 | 47,4 | 30.429              | 1,1       | –    |         |
| Il Trifoglio                                              | Francesco Storace     | 1.524.712 | 47,4 | 15.763              | 0,6       | –    |         |
| Movimento Idea Sociale                                    | Francesco Storace     | 1.524.712 | 47,4 | 12.611              | 0,5       | –    |         |
| Partito Repubblicano Italiano - Partito Liberale Italiano | Francesco Storace     | 1.524.712 | 47,4 | 11.763              | 0,4       | –    |         |
| Partito Pensionati                                        | Francesco Storace     | 1.524.712 | 47,4 | 7.788               | 0,3       | –    |         |
| Lista Consumatori                                         | Francesco Storace     | 1.524.712 | 47,4 | 4.207               | 0,2       | –    |         |
| Costituente Democratica                                   | Francesco Storace     | 1.524.712 | 47,4 | 2.915               | 0,1       | –    |         |
| Nicht gewählte Direktkandidat                             | Francesco Storace     | 1.524.712 | 47,4 | –                   | –         | 1    |         |
| ↳ Gesamt                                                  | Francesco Storace     | 1.524.712 | 47,4 | 1.392.029           | 50,3      | 28   |         |
|                                                           | Alessandra Mussolini  | 62.498    | 1,9  | Alternativa Sociale | 32.541    | 1,2  | –       |
| Lista Quadrifoglio                                        | Alessandra Mussolini  | 62.498    | 1,9  | 1.908               | 0,1       | –    |         |
| ↳ Gesamt                                                  | Alessandra Mussolini  | 62.498    | 1,9  | 34.449              | 1,2       | –    |         |
| Gesamt                                                    | Gesamt                | 3.218.711 | 100  |                     | 2.769.097 | 100  | 70      |